# La Font de la Gràcia
La Font de la Gràcia, també coneguda com La Font de la Vida i subtitulada a partir del segle xix com El triomf de l'Església sobre la Sinagoga, és una obra pictòrica realitzada a l'oli sobre taula de roure.
Pertanyent a l'escola dels primitius flamencs, no s'ha pogut establir amb seguretat el seu autor, encara que se sol assignar al taller de Jan van Eyck, probablement realitzada per algun anònim deixeble o seguidor seu. S'estima que la data d'execució es troba entre els anys 1430 i 1455.
La pintura és una al·legoria teològica i respon a un punt de vista medieval, eclesiàstic i maniqueista. Presenta un contrast simbòlic i antinòmic que expressa la centralitat de l'Eucaristia per a l'Església, però recorrent al antijudaisme.
L'oli es troba al museu del Prado, a Madrid i se'n coneixen a més dues còpies.

## Història
| « | Un retaule ric de pinzell de Flandes que té la història de la dedicació de l'església. | » |

D'aquesta forma apareix l'obra esmentada al llibre becerro del monestir dels Jerònims del Parral de la ciutat de Segòvia, lloc al que va ser donada pel rei Enric IV de Castella, fundador del monestir, cap a l'any 1459. El suport és una taula de roure coberta per un preparat a base de calç que, unit al fet que surti esmentat al llibre becerro, fa pensar que el més probable és que fos creada al comtat de Flandes.
El 1838 l'obra va passar al Museu de la Trinitat, que es va fusionar amb el Museu del Prado el 1872. L'esment de l'obra al llibre becerro va ser descobert per Pedro de Madrazo el 1875, ja que abans es creia que la taula procedia de la catedral de Palència, ja que a final del segle xviii Antonio Ponz havia situat allí una pintura amb les mateixes característiques que finalment ha resultat ser una còpia.

## Data d'execució
A partir dels resultats d'un estudi dendrocronològic de la taula s'ha determinat que l'obra ha de ser posterior a 1428, encara que alguns autors que han qüestionat els resultats d'aquesta anàlisi han proposat dates anteriors. Tenint en compte aquest estudi, existeixen dues teories principals sobre la data d'execució de l'obra.
Una sèrie d'autors l'han datada en la dècada dels anys 1430 basant-se en criteris iconogràfics, ja que identifiquen varis dels personatges representats com els líders de la política i de l'església d'aquells anys i adverteixen similituds amb El políptic de l'anyell místic que va ser acabat el 1432.
L'opinió majoritària, per contra, retarda l'execució a la dècada de 1440, després de la mort de Jan van Eyck (1441) i suggereix que l'autor de l'obra va haver de ser algun seguidor que podria haver passat algun temps al taller del mestre encara que format al Baix Rin com indicarien alguns models figuratius.
D'altra banda, s'ha identificat el collaret d'un dels personatges de la part inferior de l'obra com a pertanyent a l'ordre del Knostigen Stock o del Bastó nuós. Aquesta orde va ser substituïda el 1430 per la del Toisó d'Or, per la qual cosa s'ha suposat que l'obra podria haver estat realitzada amb anterioritat a aquesta data.

## Atribució
S'han desplegat diverses hipòtesis sobre la seva autoria. L'obra s'ha posat en relació amb el viatge que va realitzar Jan van Eyck per la península Ibèrica el 1428 i ja des del segle xix els estudiosos van advertir les semblances amb El políptic de l'anyell místic, i per això es va atribuir l'oli a Jan van Eyck o al seu germà Hubert van Eyck, però estudis posteriors van evidenciar que l'ús del color i altres aspectes pictòrics de l'obra eren inferiors en qualitat als d'altres obres d'ambdós mestres. Per això, una de les hipòtesis que s'han manejat és que es tracta d'una còpia d'un original de Jan van Eyck perdut. Una altra hipòtesi ho considera una creació del taller de Jan van Eyck a partir d'un disseny del mestre abans de fer el Políptic de Gant. I, finalment, la teoria més difosa és considerar la taula madrilenya com una creació de l'entorn de Jan van Eyck que és posterior al Políptic de Gant i presa com a base a aquesta última obra.
Petrus Christus, Albert van Ouwater i Lambert van Eyck, fill del mestre, han estat proposats com a possibles autors de la taula, però el més comú és considerar-la com a obra d'un seguidor anònim de Jan van Eyck i, de fet, en el museu del Prado la classifica com d'«Escola de Jan van Eyck».
No ha d'excloure's la possibilitat que es tracti d'un deixeble flamenc de Jan van Eyck que hagi treballat a Flandes o bé pogués haver-hi estat actiu a Espanya. Tals possibilitats tenen com a base dos factors propis de l'obra: d'una banda, l'estil del quadre respon al que en la història de l'art es coneix com l'estil dels «primitius flamencs»; d'altra banda, la taula al Prado és al seu torn consonant amb un discurs teològic intens i medieval, basat en l'al·legoria religiosa i el contrast entre nocions considerades a nivell eclesiàstic com a oposades i antinòmiques, particularment en la baixa edat mitjana.

## Estructura formal i motius de l'obra
Amb una forta tendència a la simetria, l'obra s'organitza a partir d'un sofisticat edifici gòtic que articula l'espai en tres sectors o parts jeràrquicament establertes: superior, mitjà i inferior.
- A la part superior es representa un tron, sota una arquitectura que podria ser la d'una església, decorat amb estàtues de profetes i amb els emblemes dels quatre evangelistes. Està ocupat per Déu, amb un anyel als peus. A banda i banda estan la Verge i Sant Joan Evangelista. La representació de Déu és similar a la del Políptic de Gant mentre la de la Verge és molt semblant. L'anyell també està relacionat amb l'obra de Gant. Sota l'anyell hi ha un conducte del qual brolla un riu dins del qual suren nombroses hòsties.

- A la part central es representa el curs del riu en un entorn d'un prat amb plantes i flors. A banda i banda hi ha àngels —dotze cantors dins d'unes torres i sis músics al jardí que hi ha entre elles, que toquen una trompeta marina, un òrgan portàtil, una viola d'arc, un arpa gòtica, un llaüt i un saltiri.[23] Un dels àngels porta un filacteri amb un text que porta la inscripció llatina «Can[ticum cantorum] 4. fons ortor[um] pute[us] aquar[um] vivenci[um]» (Cantar dels Càntics IV, 15: «font d'horts, pou d'aigües vives»).[24] Les figures presenten certa idealització però van ser desenvolupades a partir de models presos de la realitat.

- A la part inferior, el riu para a una font daurada decorada amb una arquitectura a la qual estan representats tres àngels, un pelicà i un Au Fènix. Aquests dos últims es consideren símbols de l'eucaristia i del triomf sobre la mort de Jesús de Natzaret.

En aquest últim segment, hi ha dos grups de persones a banda i banda: a l'esquerra de l'espectador, representant l'Església, un papa, un cardenal, un bisbe, un abat, un teòleg, un rei, un emperador i quatre personatges més.
S'ha tractat d'identificar els personatges cristians: el papa seria Martí V o Eugeni IV; el bisbe potser és Juan Vázquez de Cepeda y Tordesillas, bisbe de Segòvia; el teòleg podria ser Juan de Segovia; l'emperador, Segimon de Luxemburg; el rei, Joan II de Castella i per als tres homes de l'esquerra, que estan vestits a la moda de Borgonya, s'han proposat els noms de Felip el Temerari, Joan Sense Por i Felip el Bo, que van ser ducs de Borgonya. Una altra proposta és identificar els tres com a membres de l'ambaixada de Borgonya que va estar a Espanya en el viatge de 1428, on Jehan de Roubaix seria el personatge de vermell, o bé Lluís II de Borbó. També s'ha suposat que l'últim dels personatges pot representar Jan van Eyck.
A la dreta de l'espectador, per tant, a l'esquerra de Crist, representant la Sinagoga (al·legoria), un summe sacerdot figura amb els seus ulls embenats, simbolitzant això la no percepció de «la llum del cristianisme». Al seu costat es troba un grup de deu jueus que gesticulen, s'esquincen les vestidures, li donen l'esquena a la font, es tapen les oïdes o mostren pergamins, tots amb textos que només tenen l'aparença de ser hebreus.
En termes de composició i expressivitat, la pintura estableix un contrast al·legòric i teològic —dicotòmic i antinòmic— entre ambdós grups: la figura del papa és presentada com antitètica a la del summe sacerdot. En aquest sentit, el panell del Prado no és un treball original sinó un continuador de d'altres expressions eclesiàstiques medievals anàlogues.

## Context històric i interpretació

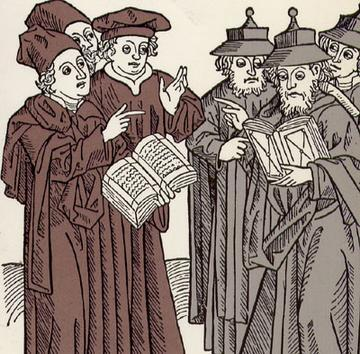
Xilografia de Johann von Armssheim il·lustrant una disputa teològic-doctrinaria entre cristians (esquerra) i jueus (dreta) del nord europeu.

Quan aquest treball va ser dut a terme existien tensions entre cristians i jueus, especialment en l'àmbit científic i teològic. Llavors, s'esperava que les diferències entre les comunitats cristianes i jueves fossin resoltes a través de debats interreligiosos coneguts com a disputes teològiques. Aferrissats com sovint ho eren, aquells debats no tan sols enfrontaven teòlegs cristians i erudits jueus, sinó també nous cristians i rabins.
Al període baixmedieval, un assumpte de gran importància per a l'Església catòlica era custodiar i reafirmar l'eucaristia com a manifestació de la naturalesa messiànica i redemptora de Crist. No obstant això, històricament, va estar acompanyat de persecucions i massacres, així com la conversió al catolicisme de nombroses comunitats jueves en massa i per la força a partir del segle xi. A Espanya, la revolta antijueva de 1391, juntament amb les successives conversions per la força de comunitats hispanojueves al cristianisme, van culminar en ressentiment per part d'aquells que encara seguien sent jueus i amb la persistent sospita general per part de la comunitat cristiana envers tots els nous cristians, més enllà de si ells haguessin abraçat el cristianisme tan sols en aparença o autènticament, des de la fe.
Les intencions últimes que van sustentar la imatgeria visual i les disputes de l'edat mitjana no van ser només la resultant de desacords científic-teològics, sinó que és possible que diferents aspiracions de poder tant polític com doctrinal hagin agreujat les tensions que ja per si mateix eren importants entre ambdues comunitats a la baixa edat mitjana. És arran d'això que tot allò que va poder haver estat tema de debat, sosté Nirenberg, és expressat en la taula del Prado en termes d'«ansietat estètica», és a dir, en un tipus d'obra estilísticament refinada i interreligiosament tòxica.
Segons Fransen, el tema central de la Font de la Gràcia és l'eucaristia; però, a diferència del Políptic de Gant, a la taula del Prado «els jueus estan representats d'una forma extremadament negativa». En efecte, els jueus del Políptic de Gant, com va assenyalar Dequeker el 1982, estan representats d'«una forma completament diferent, barrejats en harmonia en la gran comunitat de tots els sants». Aquest últim aspecte de la taula del Prado posa en evidència una actitud extrema, que no és consistent ni amb l'harmonia ni amb el caràcter netament universal que són propis de l'art de Jan van Eyck.
Corresponent a l'estil primitiu flamenc desenvolupat a l'edat mitjana tardana, la Font de la Gràcia reflecteix la deterioració de la convivència entre les comunitats cristiana i jueva a Europa. Donat la seva forma i contingut, aquesta obra és netament medieval i involucra un imaginari cristià reivindicatiu davant el judaisme, així com un vehicle de propaganda antijueva.
Segons Akerman, La Font de la Gràcia és un treball que té com a fonament reafirmar la fe del creient catòlic en els dogmes de l'eucaristia i la transubstanciació, encara que combinant-los en la taula amb la suposada condició ruïnosa del judaisme  (antic o contemporani), per postular la Teoria del Reemplaçament i dissuadir a través d'aquesta última al convers en aparença del seu possible criptojudaisme.

## Còpies
Existeixen dues còpies antigues de la Font de la Gràcia realitzades respectivament cap a 1560 i 1592. La primera còpia, que està datada el 1560 i es considera d'inferior qualitat a la de 1592, es troba a la catedral de Segòvia. L'autor hi va copiar de l'original els caràcters pseudohebreus i va incloure altres dos textos addicionals en llatí: sota els cristians va afegir «Apud te est fons vite» (Salms 36,9) i sota els jueus apareix el text «Dereli[n] querunt fonten aque viu» (Jeremies 2,13).
Una segona còpia es trobava la capella de Sant Jerònim, a la catedral de Palència i, després de ser confiscada pels francesos durant la Guerra del Francès el 1813, va passar al mercat d'art. Actualment es troba al Museu d'Art Allen Memorial d'Oberlin (Estats Units). Aquest treball presenta una inscripció que designa la persona que va realitzar la còpia: B[EL]ASCO i és per tant atribuïda a Cristóbal de Velasco, qui la va realitzar per encàrrec de García Loaysa i Girón cap a 1592. Segons Fransen, el copista que va treballar el 1592 va substituir les inscripcions il·legibles per textos hebreus llegibles, encara que el contingut «dels textos, provinents dels Salms, no són rellevants per a la iconografia de la Font de la Vida».